# Улица Челюскинцев (Вологда)
Улица Челюскинцев (бывшая Власьевская улица) — улица в Вологде, расположенная в историческом районе Верхний Посад. Проходит между Октябрьской улицей и Путейской улицей. Выезд на Октябрьскую улицу перегорожен остановкой общественного транспорта.

## История
Своё современное название улица получила в 1934 году в честь подвига экипажа ледокола «Челюскин». До этого носила имя Власьевской по церкви Власия Севастийского (XVIII век), ныне не действующей, расположенной на перекрёстке с улицей Кирова.
До революции в доме № 24 (сейчас на этом месте общежитие, дом № 19 по ул. Чехова) находилась хлебопекарня Соловьёва, проданная.
В 1930 году на улице появилось электрическое освещение.
В 1932 году на перекрёстке с улицей III Интернационала был построен хлебозавод № 1 Вологодского хлебокомбината. Он был снесён в 2000-х годах, теперь на его месте десятиэтажный дом № 47.
Практически вся старая деревянная застройка была снесена начиная с 1970-х гг. в связи с ветхостью.

## Благоустройство и транспорт
В 1902 году улица была на всём протяжении замощена булыжником.
В 1961 году улица была заасфальтирована на участке от Октябрьской до Кирова.
По улице на участке от ул. III Интернационала до ул. Чехова осуществляется движение городских автобусов.